# المصطلحات الأربعة (كتاب)
كتاب المصطلحات الأربعة أو كتاب المصطلحات الأربعة في القرآن هو رساله ألفها الأستاذ أبو الأعلى المودودي في سنة 1360هـ الموافق 1941، ونشر فصولها تباعاً في مجلته الشهرية ترجمان القرآن ثم جمعها ونشرها في رسالة سماها المصطلحات الأربعة في القرآن. ما كتبه المودودي بنفسه في مقدمته لهذه الرسالة:

## الوصلات الخارجية
- تحميل الكتاب من موقع صيد الفوائد.
- الكتاب كاملاً لقرائته من موقع الإخوان.(دون تحميل)